# Fliegerfaust (собирательный термин)
Fliegerfaust (сокр. FIF, нем. [fligafaust]; от flieger — в значении «летательный аппарат» или «самолёт» и faust — «кулак», что можно перевести как «[противо]самолётный» или «зенитный кулак»; фонетический перевод — «Фли́гафауст», в русскоязычной советской военной литературе использовался исключительно транслитерационный вариант перевода по написанию «Флигерфа́уст») — общее название ряда немецких экспериментальных зенитных гранатомётов, разработанных в ходе Второй мировой войны на военных заводах компании HASAG в Лейпциге, в рамках конкурса на создание эффективного средства борьбы с авиацией противника для пехотных подразделений Вермахта и войск СС, которое могло бы использоваться и как средство противовоздушной обороны (ПВО) войск, и для отражения авианалётов противника на объекты в тылу. С 4 февраля 1945 г. наименование «Fliegerfaust» было введено немецким командованием в качестве официального для данного вида оружия. В послевоенные годы, после разработки в США и странах Организации Североатлантического договора (НАТО) переносных зенитно-ракетных комплексов и начала оснащения ими частей сухопутных войск Бундесвера Федеративной Республики Германия, в западногерманской печати слово Fliegerfaust стало синонимом переносного зенитно-ракетного комплекса (ПЗРК) и применялось ко всем ПЗРК, как поступавшим на вооружение Бундесвера, так и ПЗРК, состоящим на вооружении армий противника — СССР и государств-участников Организации Варшавского договора. В восточногерманской печати, а равно и в Национальной народной армии Германской Демократической Республики, сухопутные войска которой также были вооружены ПЗРК, но советского производства, формулировка Fliegerfaust применительно к современным переносным средствам ПВО не употреблялась. ПЗРК, состоящим на вооружении Бундесвера, главным образом, закупаемым в США у американских компаний-производителей, присваивался соответствующий числовой индекс (порядковый номер).

## Luftfaust A
Зенитный гранатомёт Luftfaust A (также именуется Fliegerfaust A) — исходная четырёхствольная модель 1944 г.

## Luftfaust B
Зенитный гранатомёт Luftfaust B (также именуется Fliegerfaust B) — усовершенствованная девятиствольная модель 1944 г.

## Fliegerfaust
Зенитный гранатомёт Fliegerfaust — самая последняя, шестиствольная модель 1945 г. Не вышла за пределы опытно-конструкторских работ.

## Fliegerfaust 1
Переносной зенитно-ракетный комплекс Fliegerfaust 1 (FIF 1) — Redeye («Ред Ай»).

## Fliegerfaust 2
Переносной зенитно-ракетный комплекс Fliegerfaust 2 (FIF 2) — Stinger («Стингер»).

## Fliegerfaust 3
Перспективный переносной зенитно-ракетный комплекс Fliegerfaust 3 — формулировка употреблявшаяся применительно к перспективным образцам.